# Вевер, Евгений Францевич
Евгений Францевич Вевер (латыш. Jevgēņijs Vēveris, 15 ноября 1943) — советский и латвийский актёр.

## Биография
Родился 15 ноября 1943 года в Краславском районе в Латвии.
Занимался в эстрадно-драматическом коллективе под руководством Константина Сокольского при клубе строителей. Затем окончил театральную студию при Рижском русском театре, руководимом Павлом Хомским.
С 1964 года по 1992 год работал в Рижском ТЮЗе, позднее Молодёжном театре руководимом Адольфом Шапиро.  За период с 1964 года, до ликвидации театра в 1992 году сыграл около ста ролей. Работал с режиссёрами - П. Хомским, А. Шапиро, Ф. Дейчем, Н. Шейко, М. Левитиным, А. Казанцевым, А. Васильевым.

## Творчество

### Роли в театре

#### Рижский театр юного зрителя
- «Город на заре» — Альтман, А. Арбузова
- «Ромео и Джульетта» — Капуллети, В. Шекспир
- «Записки сумасшедшего» — моноспектакль по Н. Гоголю
- «Изобретение Вальса» — Берг, В. Набокова
- 1964 — «Толя, Володя» Геннадия Мамлина — Костя Петушков
- 1964 — «104 страницы про любовь» Эдварда Радзинского — Гальперин
- 1964 — «Оловянные кольца» Тамары Габбе — Второй пират
- 1964 — «Тень» Евгения Шварца — Палач; Первый человек из толпы
- 1965 — «Гусиное перо» Семёна Лунгина — Волик Гора
- 1965 — «Буратино» по сказке Алексея Толстого — Дзанни
- 1966 — «Они и мы» Натальи Долининой — Волченко (Маленький)
- 1966 — «Варшавский набат» Вадима Коростылёва — 1-й солдат
- 1967 — «Первый день» Владимира Маяковского — «театральная импровизация»
- 1968 — «Синяя птица» Мориса Метерлинка — Время
- 1968 — «Малыш и Карлсон, который живёт на крыше» Астрид Линдгрен — Рулле
- 1968 — «Обыкновенная история» по роману Ивана Гончарова Виктора Розова — Слуга в доме Адуевых
- 1970 — «Пеппи Длинныйчулок» Астрид Линдгрен Семёна Лунгина — Продавец колбас
- 1970 — «Девочка и апрель» Тамары Ян — Юра
- 1972 — «Валентин и Валентина» Михаила Рощина — Карандашов
- 1972 — «Дождь лил как из ведра» Александра Хмелика — Лёва Утятин
- 1972 — «Человек похожий на самого себя» Зиновия Паперного — «Пирушка»; «Ночные встречи»; «На море»
- 1973 — «Брат Алёша» по роману Фёдора Достоевского Виктора Розова — Коля Красоткин
- 1973 — «Ситуация» Виктора Розова — Антон Копалин, друг Виктора
- 1974 — «Бумбараш» по ранним произведениям Аркадия Гайдара Евгения Митько, Ю. Михайлова и Владимира Дашкевича — Яшка
- 1974 — «Четыре капли» Виктора Розова — Гость скептик
- 1975 — «Приключения Буратино в Стране Дураков» по сказке Алексея Толстого — Арлекин
- 1977 — «Сказки Пушкина» — 3 корабельщик
- 1977 — «Малыш и Карлсон, который живёт на крыше» Астрид Линдгрен - Рулле
- 1978 — «Золушка» по пьесе Евгения Шварца на основе сказки Шарля Перро — Кучер
- 1979 — «История одного покушения» Семёна Лунгина и Ильи Нусинова — Никодим
- 1980 — «Похищение Софии» Визмы Белшевицы — Сторож
- 1982 — «Маугли» Л. Стумбре и У. Берзиньша по Книге джунглей Редьяра Киплинга — Вантола — Одинокий волк
- 1984 — «Снежная королева» по пьесе Евгения Шварца — отец принцессы Эльзы — король Эрик XXIX
- 1985 — «Том Сойер» по роману Марка Твена — Мэф Поттер
- 1985 — «Чукоккала» по произведениям Корнея Чуковского — Айболит; Муравей; Чистильщик сапог
- 1987 — «Вариации на тему феи Драже» А. Кутерницкого — Евдокимов Иннокентий Валерьянович
- 1988 — «Великий Будда помоги им» Алексея Казанцева - «Станок»
- «Завтра была война» — отец Зины по Б. Васильеву
- «Моя дорогая Памела» — Сол Бозе
- «Самодуры» — Симон Гольдони
- «Доктор Живаго» — Панфил по Б. Пастернаку

### Фильмография
- «Он жив» — Рижская киностудия 1963г.
- «Приваловские миллионы» — Свердловская киностудия — купчик
- «Следствием установлено» — Рижская киностудия — старшина
- «Отец солдата» — Грузия-фильм — танкист